# 雷鸣 (1927年)
雷鸣（1927年—？），曾用名杨鹤宝，男，河北昌黎人，中华人民共和国政治人物，曾任宁夏回族自治区财政厅厅长，宁夏回族自治区人大常委会副主任。